# Maziba (meteoryt)
Maziba – meteoryt kamienny zaliczany do chondrytów oliwinowo-hiperstenowych L 6, spadły 24 września 1942 roku w Ugandzie. Z miejsca spadku meteorytu pozyskano materiał meteorytowy o masie 4,98 kg.